# Costa Verde

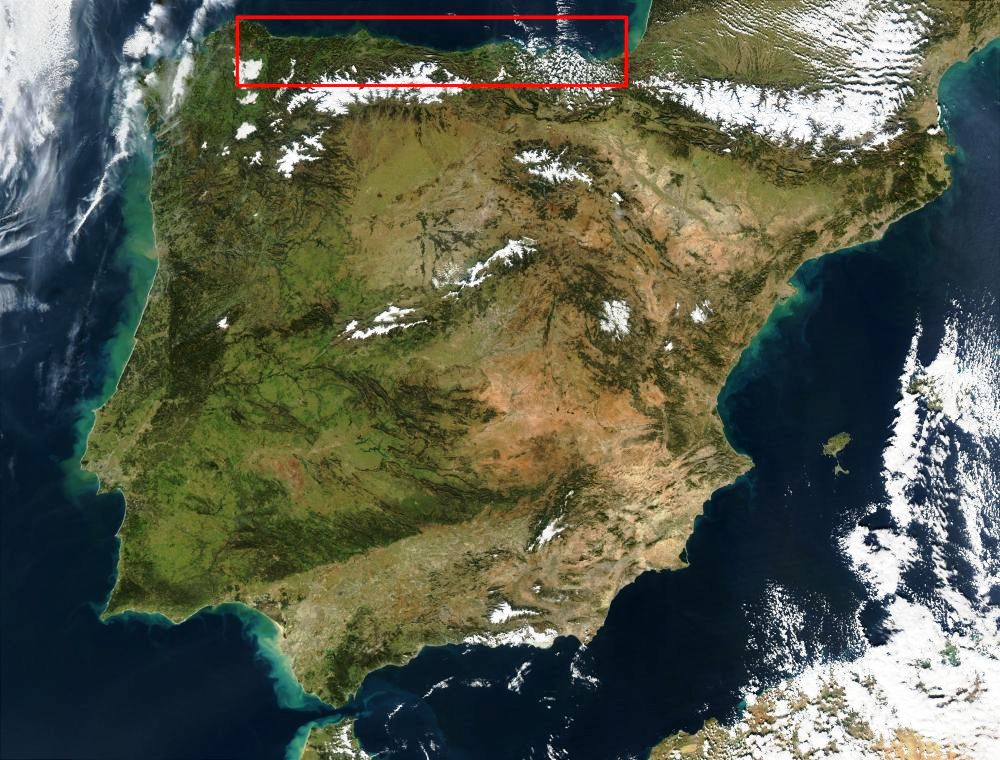
Czerwony prostokąt wskazuje na zdjęciu satelitarnym lokalizację Zielonego Wybrzeża w północnej Hiszpanii

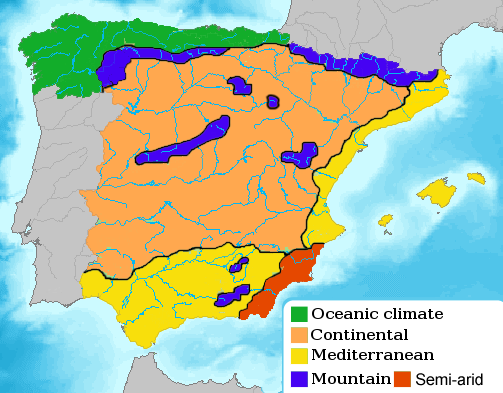
Hiszpańskie obszary klimatyczne – Zielone Wybrzeże, z klimatem oceanicznym, położone jest w najbardziej wysuniętej na północ części kraju

Costa Verde (hiszp. Zielone Wybrzeże) – region turystyczny w Hiszpanii, obejmujący atlantyckie wybrzeże Galicji, Kantabrii, Asturii i Kraju Basków.

## Galeria

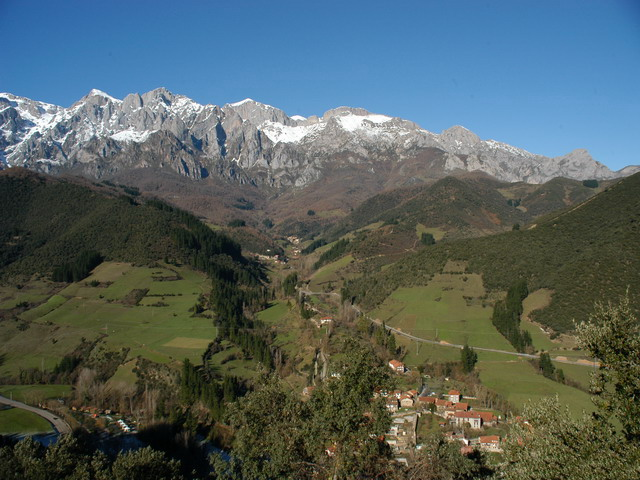
Picos de Europa, Góry Kantabryjskie
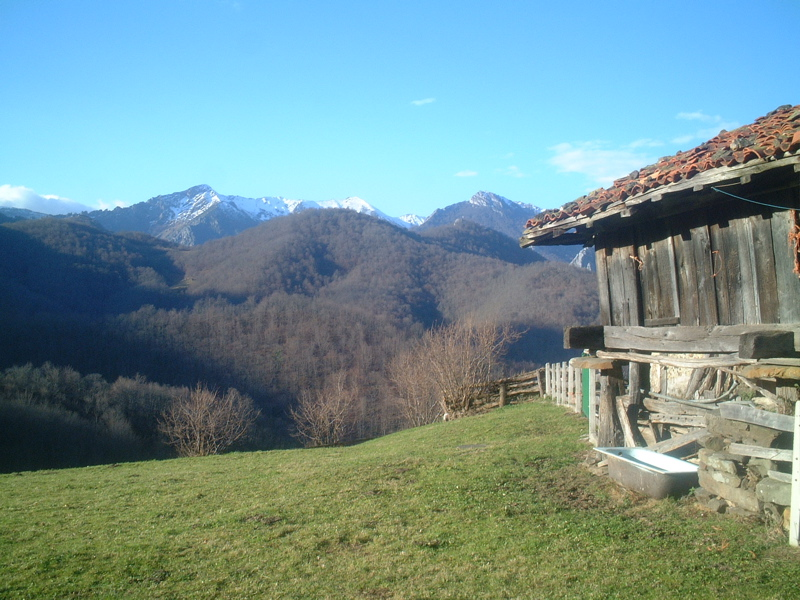
Góry Kantabryjskie w Asturii
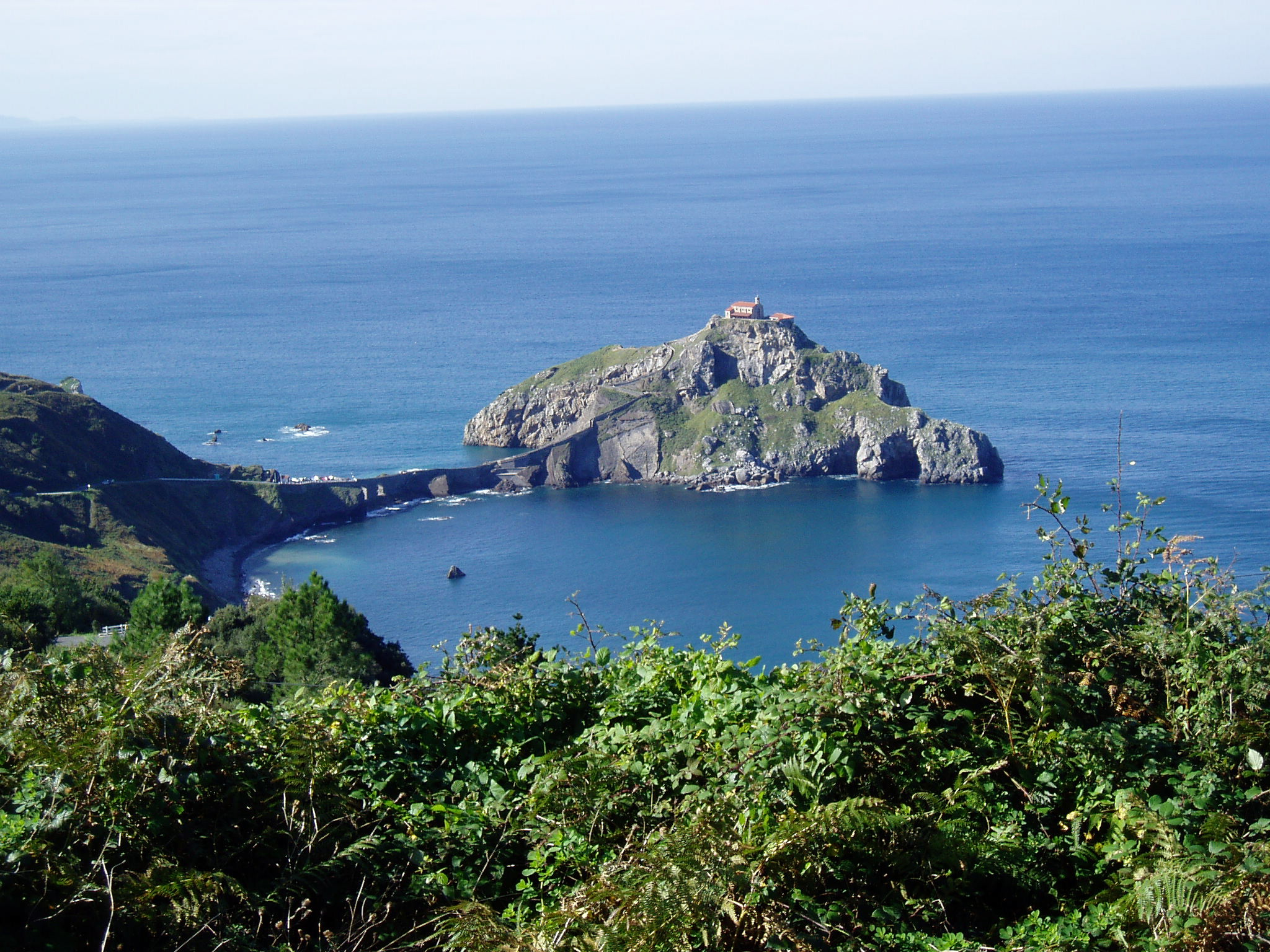
Wybrzeże Kraju Basków
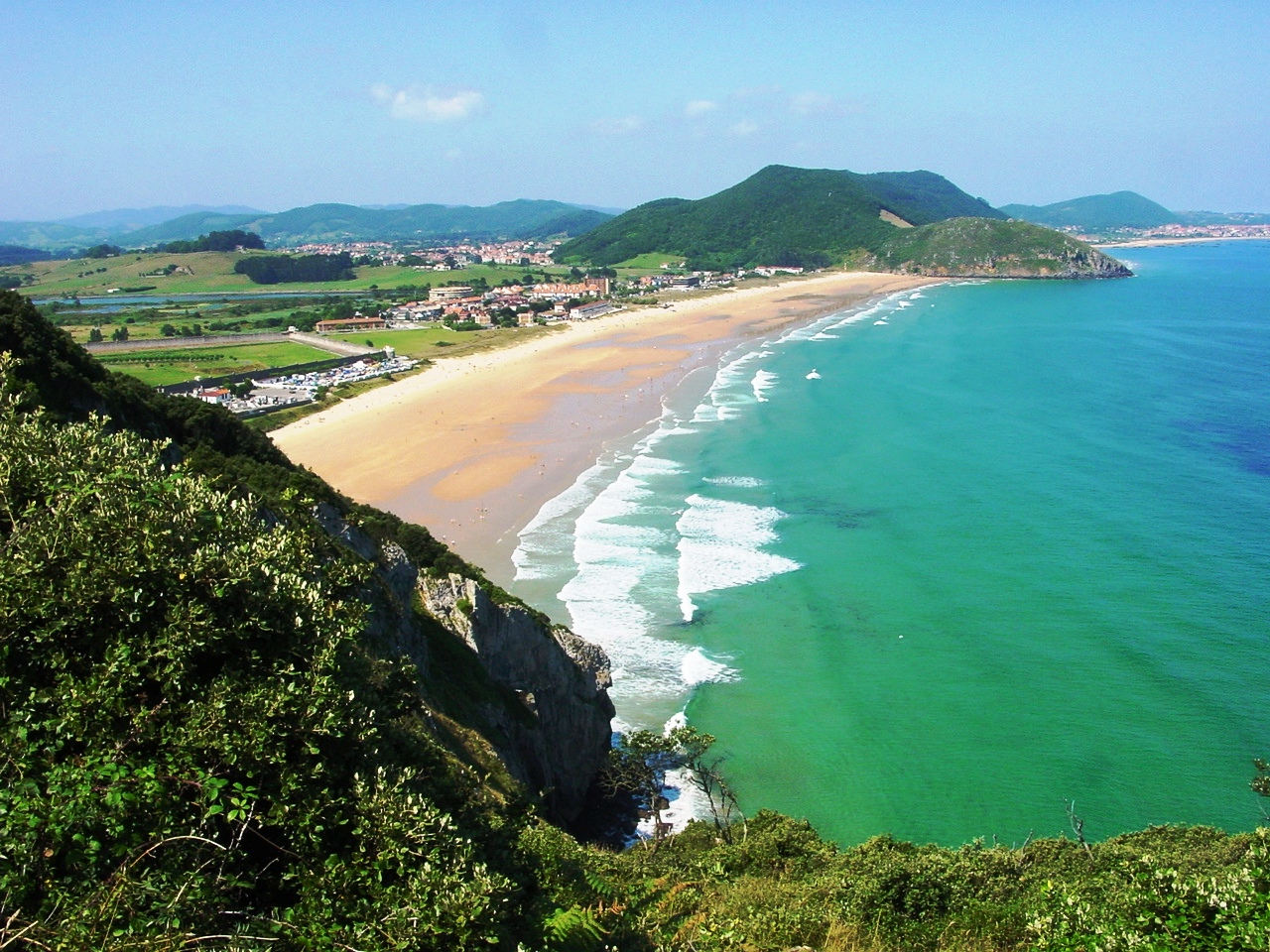
Wybrzeże Kantabrii
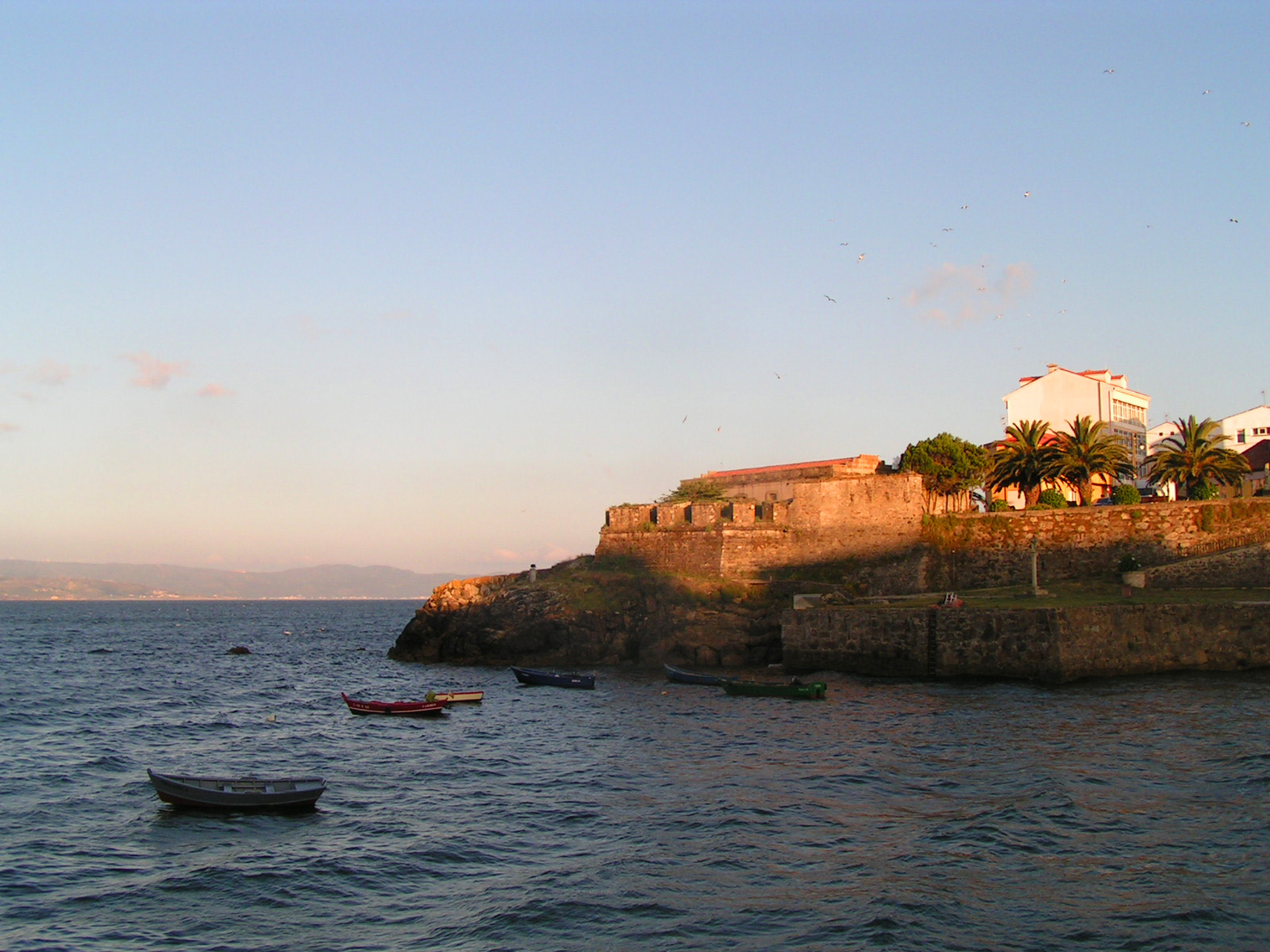
Wybrzeże Galicji
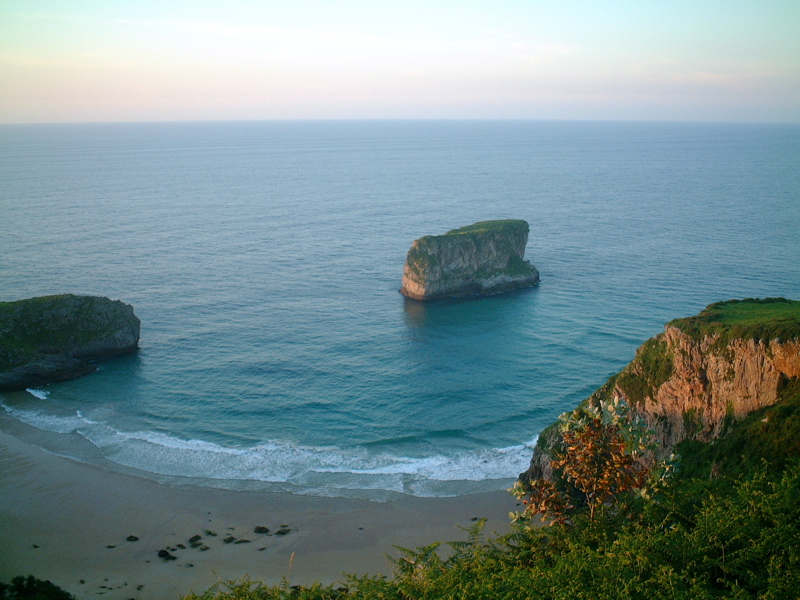
Wybrzeże Asturii

## Klimat
Panuje tam klimat subtropikalny typu oceanicznego, na który duży wpływ ma Prąd Północnoatlantycki. Klimat charakteryzuje się łagodnymi zimami, umiarkowanie ciepłymi latami oraz sporymi opadami. 
|               | Sty  | Lut  | Mar  | Kwi  | Maj  | Cze  | Lip  | Sie  | Wrz  | Paź  | Lis  | Gru  | Rok  |
| ------------- | ---- | ---- | ---- | ---- | ---- | ---- | ---- | ---- | ---- | ---- | ---- | ---- | ---- |
| A Coruña      | 13,6 | 13,1 | 12,9 | 13,7 | 14,8 | 16,4 | 17,7 | 19,0 | 18,7 | 17,4 | 15,8 | 14,4 | 15,7 |
| Vigo          | 14,1 | 13,7 | 13,6 | 14,6 | 15,7 | 16,8 | 17,4 | 18,2 | 18,3 | 17,7 | 16,6 | 15,1 | 16,0 |
| Gijón         | 13,2 | 12,8 | 12,7 | 13,6 | 15,3 | 17,5 | 19,3 | 20,5 | 19,8 | 18,2 | 16,2 | 14,4 | 16,2 |
| Santander     | 12,9 | 12,6 | 12,7 | 13,8 | 15,8 | 18,4 | 20,1 | 21,1 | 20,4 | 18,7 | 16,5 | 14,4 | 16,5 |
| Bilbao        | 12,9 | 12,6 | 12,7 | 13,9 | 16,0 | 18,7 | 20,2 | 21,2 | 20,6 | 18,8 | 16,5 | 14,3 | 16,5 |
| San Sebastián | 12,7 | 12,4 | 12,5 | 14,0 | 16,4 | 19,2 | 20,6 | 21,4 | 20,8 | 18,7 | 18,4 | 14,3 | 16,6 |